# The Housemaid (film 2010)
The Housemaid (하녀?, HanyeoLR) è un film sudcoreano del 2010 diretto da Im Sang-soo, e si tratta di un remake di Hanyeo, film, sempre sudcoreano, del 1960 diretto da Kim Ki-young.

## Trama
La scena si apre con l'immagine di una ragazza che si sta suicidando saltando dal cornicione di un edificio: la giovane Eun-yi, cameriera in un ristorante, arriva sul posto assieme ad una collega, e rimane sconvolta dal contorno di gesso dove giaceva il corpo della donna. La mattina seguente, una donna anziana di nome Byeong-sik suona al suo minuscolo monolocale, intenzionata ad offrirle un lavoro: perciò presto Eun-yi viene assunta come ragazza alla pari per Hae-ra, donna incinta di due gemelli, e per il suo ricco e bel marito Hoon. Il compito principale di Eun-yi è accudire la giovane figlia della coppia, Nami, introversa ma molto intelligente, e che gradualmente si affeziona a lei.
Però il marito di Hae-ra, Hoon, scoprendosi profondamente infedele, inizia a flirtare segretamente con Eun-yi, offrendole bicchieri di vino e il dolce suono del suo pianoforte, e alla fine riuscendo ad iniziare una relazione puramente sessuale con lei; nonostante ciò, Eun-yi è comunque ancora cordiale e amica di Hae-ra, ignara di tutto.
Byeong-sik, detta anche "Miss Cho" (l'altra domestica, nonché un tempo la tata di Hae-ra), però, osserva Eun-yi e Hoon fare sesso, e rivela il proprio sospetto che la ragazza sia incinta all'anziana madre di Hae-ra, Mi-hee, che allora subito fa visita alla famiglia e mette in scena un "incidente": risultato, Eun-yi cade da una scala e, pendendo dal lampadario, perde la presa, subendo così una commozione cerebrale, e trascorrendo la notte in ospedale.
Il giorno seguente, la ragazza scopre di essere incinta, e pensa anche all'aborto: nel frattempo, la relazione viene rivelata anche ad Hae-ra.
Mi-hee consiglia però alla figlia di ignorare la cosa, sostenendo che tutti i mariti ricchi alla fine commettono adulterio, così la ragazza potrà vivere come una regina. Più tardi quella notte, Hae-ra arriva al letto di Eun-yi, dormiente, con l'intenzione di colpirla in testa con una mazza da golf, ma fallisce. Il giorno successivo, Hae-ra e sua madre affrontano Eun-yi, offrendole 100.000 dollari per farla abortire e andare via ma, sapendo Hae-ra che la ragazza non accetterà mai di fare ciò anche per tutti i soldi del mondo, avvelena le pasticche che Eun-yi prende ogni giorno, per poi andare a partorire i suoi due gemellini.
Hoon accorre in ospedale, dove Haera mostra tutto il proprio disprezzo nei confronti della sua infedeltà: furioso, l'uomo torna a casa da solo e trova Eun-yi nellavasca da bagno, che gli rivela di essere incinta e di voler tenere il bambino.
Proprio poco dopo, però, Eun-yi soccombe agli effetti del veleno e abortisce: arrabbiata, seppur perdonando la signorina Cho, giura di vendicarsi della famiglia. Così si intrufola in casa con l'aiuto della signorina Cho, e Hoon la scopre allattare al seno uno dei suoi due neonati, mentre la signorina Cho decide di licenziarsi, lasciando la villa all'istante.
Eun-yi affronta l'intera famiglia (Hae-ra, Mi-hee, Hoon e Nami) e si appende con una corda al famoso lampadario: infine si dà fuoco, mentre la famiglia assiste con orrore.
La scena si chiude con la famiglia sulla neve che festeggia il compleanno di Nami e, mentre la madre le canta Tanti auguri a te, Hoon porge un bicchiere di champagne anche a Nami.

## Distribuzione

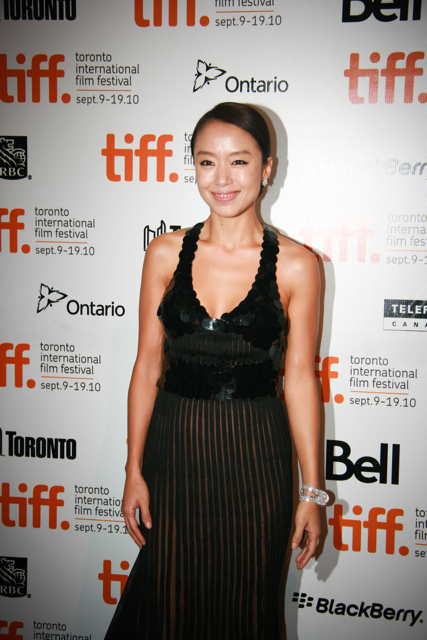
La protagonista Jeon Do-yeon al Toronto International Film Festival

Presentato in concorso al Festival di Cannes del 2010 e al Toronto International Film Festival dello stesso anno, The Housemaid è uscito in Corea del Sud il 13 maggio 2010, e in Italia il 27 maggio dello stesso anno.

## Accoglienza

### Incassi

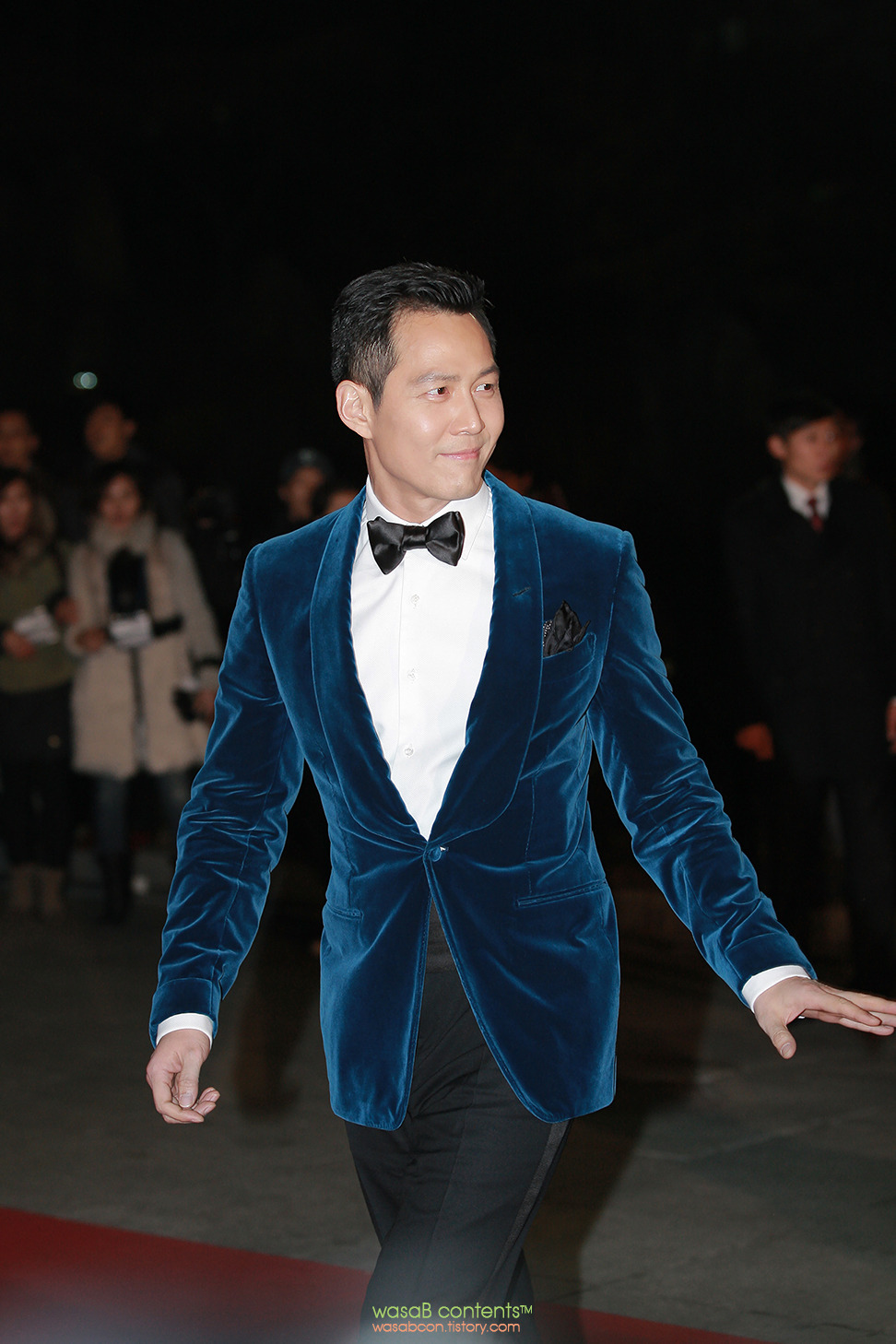
Lee Jung-jae alla premiere del film al Festival di Cannes 2010

Sin dalla prima settimana, The Housemaid è salito al primo posto in classifica al botteghino con un incasso di 5,7 milioni di dollari soltanto nel suo primo weekend di proiezione in Corea del Sud, per poi venir superato solo da Dragon Trainer. Il film ha infine guadagnato un totale mondiale di $ 14.075.390, divenendo il decimo incasso più alto del 2010.

### Critica
Sul sito web Rotten Tomatoes il film riceve il 70% delle recensioni professionali positive, con un voto medio di 6,74/10, basato su 74 recensioni.
Anche su Metacritic il film ottiene un punteggio medio di 68 su 100 basato su 21 critiche, indicando "recensioni generalmente favorevoli".
Dopo l'anteprima a Cannes, per The Hollywood Reporter Maggie Lee ha definito il film "una soap opera ruggente e sexy, la cui satira dell'alta società a volte è selvaggia quanto quella presente ne Il buio nella mente di Claude Chabrol. Tuttavia, Lee ha anche evidenziato i diversi difetti che il film riporta: "Gli sviluppi della trama sono palesemente melodrammatici e, anche con la grande performance di Jeon Do-yeon, il personaggio di Eun-yi è problematico… L'assenza di ragioni per il suo comportamento non lo rende molto convincente."
Il Korea Times ha elogiato molto il film, scrivendo che il regista "porta un film sexy e pieno di intrighi, personaggi vivaci e melodramma finemente realizzato".
Nel 2014, è entrato nella lista dei "12 migliori ravange movie femminile" secondo il Time, insieme a un altro film sudcoreano, Lady Vendetta: la rivista statunitense ha anche aggiunto la recensione "la cupa e scintillante Housemaid presenta un filo di tensione che stringe stretto lo spettatore dall'inizio alla fine, fino alla tagliente vendetta che Eun-yi assume contro i suoi carnefici".

## Riconoscimenti
- 2010 - Festival di Cannes
  - Candidatura per la Palma d'oro a Im Sang-soo
- 2011 - Asian Film Awards
  - Miglior attrice non protagonista a Youn Yuh-jung
  - Candidatura per la miglior attrice protagonista a Jeon Do-yeon
  - Candidatura per i migliori costumi a Choi Se-yeon
- 2010 - Noir in festival
  - Premio Speciale della Giuria a Im Sang-soo